# Rachel Hurd-Wood
Rachel Clare Hurd-Wood (Londres, Inglaterra, 17 de agosto de 1990) es una actriz y modelo británica, conocida por su papel de Wendy Darling en la película  Peter Pan de 2003.

## Biografía
Rachel Hurd-Wood nació en el barrio de Streatham del sur de Londres, Inglaterra, hija de Philip y Sarah Hurd-Wood. Vivió en Londres hasta los ocho años, cuando ella y su familia se mudaron a una casa de campo victoriana en el borde de un bosque frondoso en Godalming, Surrey. Se trasladó a Londres en un piso compartido para proseguir sus estudios en lingüística en University College London a la edad de dieciocho años. Se mudó a su propia casa en Londres, justo antes de su 21 cumpleaños. Rachel tiene un hermano menor, Patrick, que apareció con ella en Peter Pan como uno de los niños que duermen en la escena "Yo creo en las hadas". Ella también interpretó más tarde el papel de Samuel Crowthorn junto a su hermana en la película, Solomon Kane, en la que ella hace de Meredith Crowthorn. El trabajo de su padre también comprende el ámbito de la interpretación, escribiendo guiones y haciendo voces en off para anuncios. Se unió a un club de teatro en su escuela y participó en su producción teatral durante su segundo año. Hurd-Wood disipó el falso rumor de que su tío es Hugh Laurie en una entrevista en septiembre y octubre de 2009 para la revista Little White Lies: The An Education Issue y de nuevo en 2010 un chat en vivo web de Myspace de la película Tomorrow, When the War Began. "Mi tío vive en Gales y es un artista", dice.

### Educación
Rachel Hurd-Wood asistió a Rodborough Technology College en Milford, Surrey de 2001 a 2006 para su GCSE con arte, literatura Inglés, Psicología y Filosofía como sujetos. Ella había instruido lecciones durante el rodaje de Peter Pan en Australia durante 2002 y 2003 como su trabajo se prolongó por un lapso de 8 a 9 meses. Más tarde asistió a la sexta forma Godalming College desde 2006 en adelante para estudiar para sus niveles avanzados con la GCSE con Arte, Psicología y Filosofía como sujetos. Hurd-Wood había pensado en convertirse en bióloga marina a causa de su profundo amor por los delfines. Ella abandonó la idea cuando descubrió que se necesitaría estudiar ciencias porque pensaba que no era muy buena en eso. Ella se interesó en trabajar con niños que tienen necesidades especiales o discapacidades. Hurd-Wood estudió lingüística en University College London, después de haber completado su primer año en 2009, pero abandonó el curso incompleto antes de viajar a Australia para el rodaje de Tomorrow, When the War Began, cuando decidió concentrarse por completo en su carrera en la actuación.

### Filantropía
Rachel Hurd-Wood junto con las celebridades que son partidarios de la organización Shooting Star CHASE, Keeley Hawes, Matthew MacFadyen y Max Clifford unieron a más de 50 niños con enfermedades terminales y sus familias para el evento el domingo 20 de diciembre de 2009. La organización trabajó con Coca-Cola y el Merlin Group, que se extiende Alton Towers, Chessington World of Adventures y el London Eye, transformar Christopher’s (CHASE) Hospice en Guildford, Surrey en un paraíso invernal y dio a los niños en hospicio una maravillosa sorpresa de Navidad.

### Vida personal
Está casada con Russ Bain desde 2017, con el que comparte un hijo, Liam, nacido en mayo de 2018. En diciembre de 2020 anunció que estaba embarazada por segunda vez. El 30 de abril de 2021 dio a luz a una niña llamada Stella Jade Pearl Bain.

## Carrera

### Actuación
La carrera de Rachel Hurd-Wood en la actuación comenzó cuando, a pesar de tener muy poca experiencia en la actuación, fue elegida para el papel de Wendy Darling entre miles de aspirantes, después de que sus abuelos vieron un clip de televisión dijo que P.J. Hogan estaba buscando una "joven English rose" para el largometraje de 2003 Peter Pan. Ella viajó a Gold Coast, Australia durante ocho meses para filmar, entre 2002 y 2003. Su actuación recibió buenas críticas y fue nominada para un Saturn Award a la Mejor Actuación de un Actor Joven, y un Young Artist Award a la Mejor Actuación en una Película - Actriz Joven Protagonista.
Rachel Hurd-Wood tuvo un papel en la película para televisión Sherlock Holmes and the Case of the Silk Stocking, como una víctima de 13 años de edad, de un asesino en serie.
Tuvo un papel importante en la novela de suspenso An American Haunting, como una chica que está embrujada y atormentada por un demonio implacable. Su actuación fue objeto de algunos elogios, un crítico comentando, "Los actores son la gracia salvadora... Hurd-Wood, una mezcla de radiante [sic] que se acerca la feminidad y el terror animal. Sus actuaciones apasionadas hacen de verdad te importe lo que pasa con esta gente...", otro revisor comenta, "Rachel Hurd-Wood... ofrece un rendimiento fantástico y lleno de matices como Betsy Bell, el papel central que esencialmente lleva toda la película". Hurd-Wood fue nominada para el Teen Choice Awards 2006 en la categoría Movie - Choice Scream por su papel.
En 2005, apareció en una adaptación de la novela más vendida por el escritor alemán Patrick Süskind, Perfume: The Story of a Murderer. Ambientada en Francia del siglo XVIII, Hurd-Wood interpreta a Laura Richis, la pelirroja hija virgen de un comerciante con conexiones políticas interpretado por Alan Rickman. Ella tenía su pelo teñido de rojo moreno. Fue nominada a "Mejor Actriz de Reparto" premio en el 33rd Saturn Awards de The Academy of Science Fiction, Fantasy and Horror Films por su papel.
En 2007, Rachel Hurd-Wood interpretó a una camarera en el video musical para la canción «A Little Bit» de Madeleine Peyroux. Ella apareció junto a los músicos en el video musical de «Fatherhood/Motherhood» de Ox.Eagle.Lion.Man.
En la película de 2008 Solomon Kane, ella interpretó a Meredith Crowthorn, una puritana capturada por una banda de maleantes que asesinaron a su familia y a quien Kane trató de rescatar. Su hermano menor, Patrick aparece en la película como su hermano Samuel. Durante el rodaje, Hurd-Wood estudió para su GCSE A-levels en Godalming College en Surrey.
Más adelante en el año actuó en la película Dorian Gray basado en la novela de Oscar Wilde, The Picture of Dorian Gray. Ella estaba en el papel pequeño pero clave de la joven actriz en ciernes Sibyl Vane, con el que Gray se enamora. Ella estudiaba en el primer año del curso de lingüística en UCL mientras trabajaba en esta película.
En su primer papel contemporáneo, Rachel Hurd-Wood fue elegida como Corrie Mackenzie, uno de los personajes principales en la película Australiana de 2009 de acción/aventura Tomorrow, When the War Began basado en la novela de John Marsden. (La novela fue uno de los libros que leía mientras era instruida para la filmación de Peter Pan.) En este punto interrumpió su carrera de Lingüística para concentrarse a tiempo completo en la actuación. Aprendió un acento australiano para el papel. La película se convirtió en la película más taquillera de ese año en Australia.
Rachel Hurd-Wood interpretó al personaje principal Mae-West O'Mara en la película de 2010 Hideaways, narrando una historia a su hija de 6 años de edad, acerca de los extraños poderes de los hombres de la familia Furlong. Su actuación fue bien recibida por los críticos, llamándola "carismática" y "... el corazón y el alma de la película, el que las chicas se relacionan y los chicos les va a encantar...". "Si la película funciona es debido en gran parte a su actuación estelar.", dice un crítico. Otro crítico comentó: "Cuando la luz llega a los ojos de Mae, es como se puede ver mundos enteros de nacer y ser destruido hasta el infinito.", "La química de Hurd-Wood con Treadaway es instantánea, los dos son una delicia de ver, y su romance es el corazón de la película...", "... [Rachel y Harry] dos actuaciones centrales grandes...".
Interpretó a la versión más joven del personaje interpretado por Jenny Agutter en el cortometraja The Mapmaker. 
Apareció en el vídeo musical de «Revolver», de Warehouse Republic.
Ella desempeñó el papel de la niñera en el teaser 2011 para un proyecto de largometraje, Let's Go Play at the Adams, basado en el libro del mismo nombre de Mendal Jonhson. Próximamente, desempeñó el papel de la hija del personaje de Teddy, en el cortometraje It Ends Here, dirigida por su amigo Zimon Drake.
Rachel Hurd-Wood fue elegida para el papel principal femenino de Elizabeth James en la próxima película Highway to Dhampus, una historia sobre los efectos que tienen los extranjeros en los locales en Nepal.

### Modelaje
Rachel Hurd-Wood posó para la publicidad y material de carteles para Volstead Putsch, una fiesta underground bohemio organizado por The Triumvirate of Fez en el Club de Volstead de Londres en 2008. Ese mismo año posó para Raw Riddim Records promoviendo su mercancía, tales como cadenas, camisetas, sudaderas, etc

### Citaciones
Rachel Hurd-Wood ha sido incluida en "The Annual Independent Critics List of the 100 Most Beautiful Famous Faces" listar todos los años después de que ella cumpliera 18 años.
- 2008 - clasificada 36[39]
- 2009 - clasificada 16[40]
- 2010 - clasificada 54[41]
- 2011 - clasificada 58[42]

### Festivales de cine
Rachel Hurd-Wood era miembro del panel de expertos del jurado internacional para “European debuts” en el “52nd International Film Festival for Children and Youth” en el Zlin Film Festival celebrado del 27 de mayo de 2012 hasta el 3 de junio de 2012 en Zlin en República Checa.

## Filmografía

### Películas
| Año  | Título                                        | Personaje          | Notas |
| ---- | --------------------------------------------- | ------------------ | --- |
| 2003 | Peter Pan: la gran aventura                   | Wendy Darling      | Nominada - Young Artist Award (Mejor Actuación en una Película) - Actriz joven Protagonista Nominada - Academy of Science Fiction, Fantasy & Horror Films, USA: Saturn Award a la Mejor Actuación de un Actor Joven |
| 2004 | Sherlock Holmes y el caso de la media de seda | Imogen Helhoughton | |
| 2005 | An American Haunting                          | Betsy Bell         | Nominada - Teen Choice Awards: Choice Movie Scream Award Movie |
| 2006 | El perfume                                    | Laura Richis       | Nominada - Academy of Science Fiction, Fantasy & Horror Films, USA: Saturn Award a la Mejor Actriz de Reparto |
| 2009 | Solomon Kane                                  | Meredith Crowthorn | |
| 2009 | Dorian Gray                                   | Sibyl Vane         | |
| 2010 | Tomorrow, When the War Began                  | Corrie Mackenzie   | |
| 2011 | Hideaways                                     | Mae-West O'Mara    | |
| 2011 | The Mapmaker                                  | Joven Isabel       | Cortometraje |
| 2014 | Highway to Dhampus                            | Elizabeth James    | |
| 2014 | Remembrance                                   | Emma Kingsman      | |
| 2015 | Segundo Origen                                | Alba               | |
| 2016 | Beautiful Devils                              | Darcy              | |

### Televisión
| Año  | Título                                            | Personaje          |
| ---- | ------------------------------------------------- | ------------------ |
| 2003 | BBC Special: Peter Pan (documentary)              | Wendy Darling      |
| 2003 | ITV Special: Peter Pan (documentary)              | Wendy Darling      |
| 2004 | Sherlock Holmes and the Case of the Silk Stocking | Imogen Helhoughton |

### Videoclips (como actriz)
| Año  | Título                  | Artista            | Notas                                             |
| ---- | ----------------------- | ------------------ | ------------------------------------------------- |
| 2007 | "A Little Bit"          | Madeleine Peyroux  | Apareció como camarera                            |
| 2007 | "Fatherhood/Motherhood" | Ox.Eagle.Lion.Man  | Apareció con L.S.C. Oakeshott & Ox.Eagle.Lion.Man |
| 2010 | "Revolver"              | Warehouse Republic | Apareció con Henry Leroy-Salta                    |

### Como ella misma
| Año  | Título                                      |
| ---- | ------------------------------------------- |
| 2004 | The Making of An American Haunting          |
| 2005 | The Story of 'Perfume                       |
| 2008 | The Making of Solomon Kane                  |
| 2009 | The Making of 'Tomorrow: When The War Began |